# ألستر
نهر قصير يجري في شمال أوروبا ويمر بهامبورغ. أيضاً توجد بحيرة بوسط مدينة هامبورغ باسم بحيرة الألستر، تنقسم إلى جزئين بحيرة الألستر الخارجية وبحيرة الألستر الداخلية.
ينبع النهر من منطقة هانزشتيدتر مور (Henstedter Moor) في ولاية شليسفيغ هولستشتاين على بعد 25 كم من وسط هامبورغ. تصل عدة قنوات صغيرة نهر الألستر ببحيرات الألستر ومن ثم إلى نهر الإلبه، الذي يقع عليه ميناء هامبورغ. يبلغ مجمل طول نهر الألستر حوالي 53 كم، يبلغ مدى الانحدار من المنبع إلى المصب حوالي 28 متر.

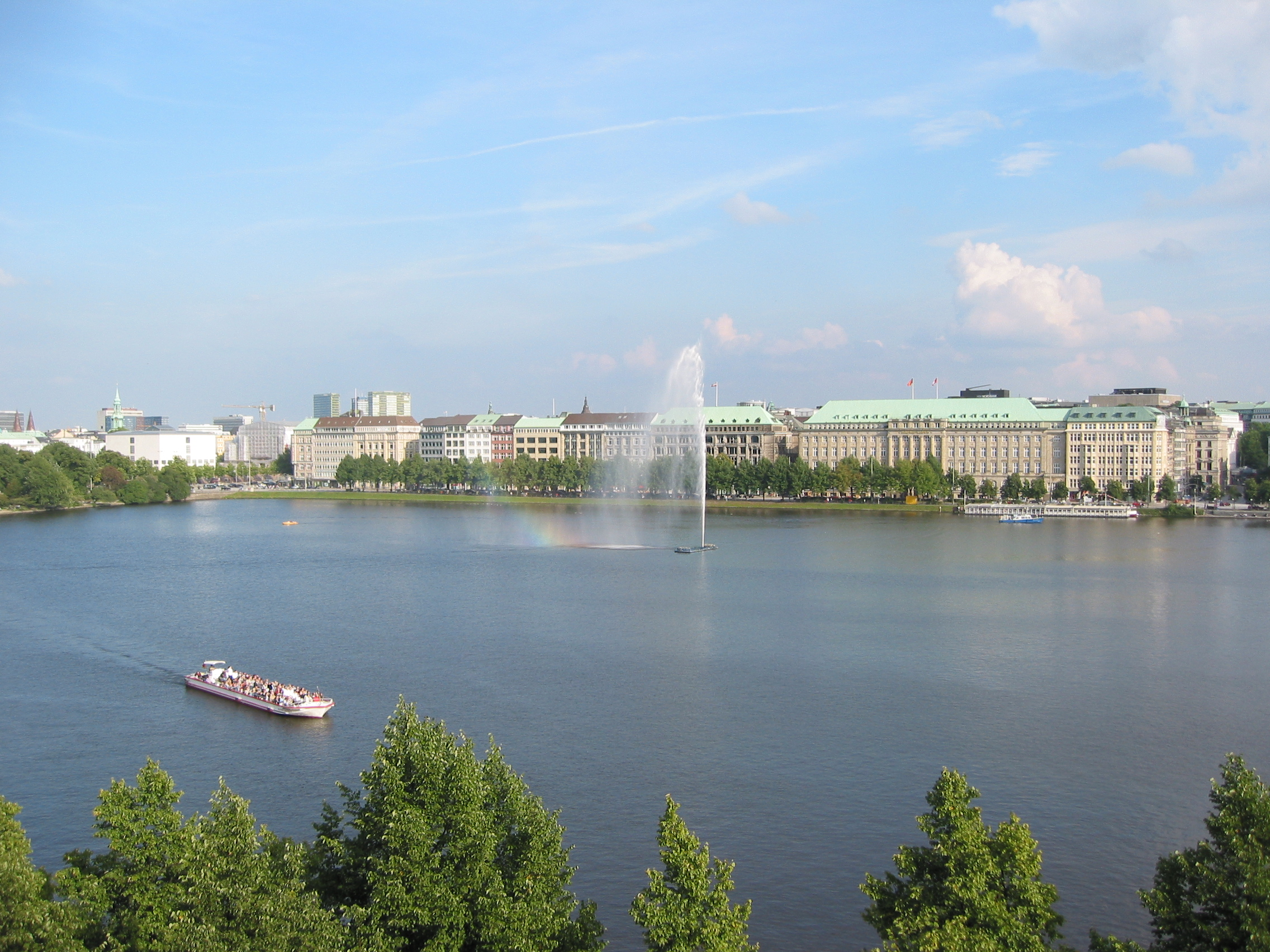
بحيرة الألستر الداخلية

بحيرة الألستر (بالألمانية: Alster) هي بحيرة تقع في مدينة هامبورغ في شمال ألمانيا. تتكون من جزئين رئيسين: بحيرة الألستر الخارجية وبحيرة الألستر الداخلية. تكونتا بشكل طبيعي من رواسب نهر الألستر، الذي بدوره يتفرع من نهر الإلبه. ينبع نهر الألستر من منطقة على بعد 25 كم من مركز هامبورغ، يمر بعدها بعدة قنوات ويشكل عدة بحيرات، حتى يصب في نهر الإلبه. قديما كانت البحيرة مربوطة عن طريق قنوات صالحة للملاحة بميناء هامبورغ القديم، الذي كان يبعد كيلومترات قليلة عن البحيرة. اليوم يفصل الألستر حوالي 6 جسور عن موقع الميناء الحالي.

## بحيرة الألستر الخارجية (بالألمانية: Außenalster)
يبلغ حجم البحيرة حوالي 160 هكتار. يحيط بها تقريبا من كل الجهات مساحات خضراء وحدائق على الرغم من وجودها في وسط مدينة هامبورغ. تم إنشاء منتزه الألستر بمساحة قدرها 70 هكتار على الضفة الشمالية الغربية للبحيرة عام 1953. يحيط بالبحيرة من الجهة الشمالية والغربية حي جامعة هامبورغ وأحياء راقية أخرى كحي هارفستهوده () وفنترهوده ()، التي تقيم فيها العديد من القنصليات العاملة في هامبورغ. في الجهة الشرقية يتاخم حي سانت غيورغ ()، الذي يطفو عليه صبغة شعبية. يفصل جسر كنيدي وجسر لومباردس بحيرة الألستر الخارجية عن الداخلية. الذين من خلالهم يستطيع المرء الحصول على منظر رائع لشارع يونغفيرنشتيغ ومعالم هامبورغ الرئيسية. أيضا على الجهة الشمالية الشرقية للبحيرة يوجد مسجد فريد من نوعه، قام بإنشاءه رجال أعمال إيرانيون عام 1960. يتميز بطابعه الشرقي وسط الأبنية الغربية التي حوله.

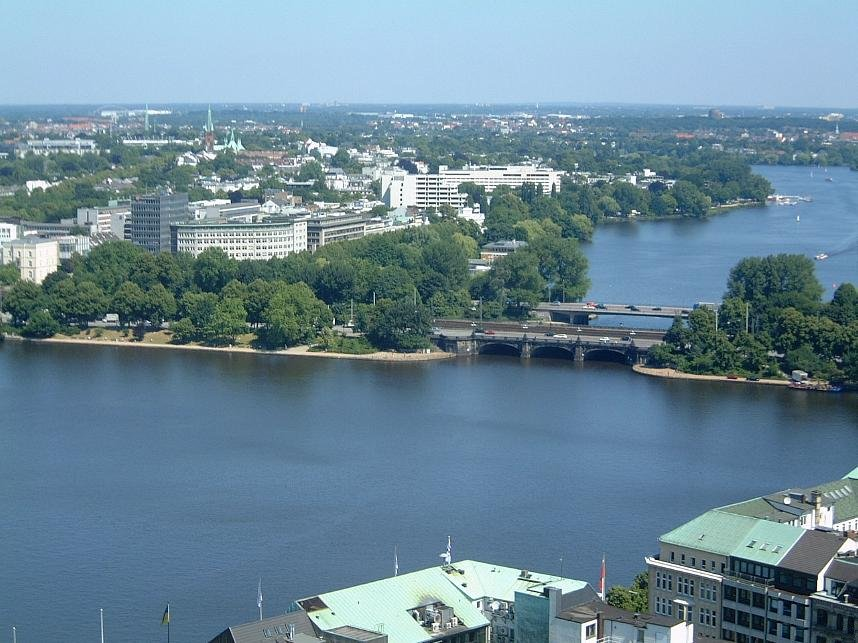
بحيرة الألستر بجزئيها، في جهة اليمين يقع الألستر الخارجي وفي الجهة اليسرى الألستر الداخلي، يقع كل من جسر كينيدي وجسر لومباردس في الوسط بين البحيرتين

## بحيرة الألستر الداخلية (بالألمانية: Binnenalster)
انفصلت البحيرة الداخية، ذو 18 هكتار، عن الخارجية نتيجة بناء تحصينيات على حدود مدينة هامبورغ آنذاك. يحدها من الجنوب شارع يونغفيرنشتيغ الشهير، الذي يعد بمثابة شارع كورنيش على البحيرة. توجد نافورة ضخمة في وسط البحيرة، يتم تعطيلها في فصول الشتاء وتوضع محلها شجرة عيد ميلاد ضخمة، تبدو للناظر من بعيد كشجرة طافية على المياه. هناك سكك حديدية على جسر لومباردس، بينما تقع سكك حديدية تحت أرضية أخرى تحت البحيرة مباشرة.